# Sindri (mythologie)
In de Noordse mythologie is Sindri een van de zonen van Ivaldi, een dwerg, meer bepaald een van de Svartalfer soort, die de magische smeedkunst verstaan.